# 新保広恵
新保 広恵（しんぼ ひろえ、11月28日 - ） は日本の女優・パフォーマー。長野県飯山市出身。血液型はO型。現在フリー。

## 出演作品

### TV
- 真夜中の百貨店～シークレットルームへようこそ～第42話「運命の人とバレンタイン」 （BSジャパン） ゲスト女性客
- 天才てれびくんMAXドラマパート  エリーの黒電話 （NHK教育）  さゆり
- 明日の光をつかめ （東海テレビ昼ドラ） 佐々木/農業アドバイザー
- シャキーン! （NHK Eテレ） 途中ぬきドラマ・友人/シンクロハッピー ・ 店員 他
- ファミリーヒストリー   宮迫博之 編 （NHK総合） 近藤家の嫁
- 相棒season15（テレビ朝日系） 受付嬢
- 世にも奇妙な物語'14 秋の特別篇 「ファナモ」（フジテレビ系） 受付嬢
- はぶらし （BSプレミアム） 妊婦

### PV
- ソニー生命保険 web動画　”家族のまなざし篇”　”ライフプランナーのまなざし篇”　（若き日の祖母）
- ソフトバンクカードおくる・もらう　（飲み会の割り勘篇　店員）
- せんねん灸お灸ルーム 「お灸で妊活」 お灸教室

### 再現
- 踊る!さんま御殿!!（日本テレビ系） 受付看護師
- ザ!世界仰天ニュース（日本テレビ系） 後援会の女性/他
- プレバト！！(毎日放送) 俳句のコーナー
- フルタチさん　（フジテレビ系） 唐橋ユミ 他
- わたしはワケあり成功者～ドン底からの逆転学～ (テレビ東京系)  松尾知枝/谷口愛/施設教員
- 林先生が驚く初耳学!（TBSテレビ系） 店員/OL 他
- クイズ！気をつけて（フジテレビ系） 妻
- 優しい人なら解ける クイズやさしいね(フジテレビ系） お母さん
- ソレダメ!?あなたの常識は非常識!?? (テレビ東京系) 主婦 他
- 村上マヨネーズのツッコませて頂きます!（関西テレビ系） パブスナックのママ

### 映画
・決断〜火の見櫓に登った男たち〜(小林恵子) 監督:平岡亜紀
- 五月の空　（横山いぶき）監督:瀬川昌治
- 講談少年パパンパン

### VP
- エコドライブ１０のすすめ　（レポーター）
- 三井住友海上　（新入社員）
- 三井不動産レジデンス　（彼女）

### CM
- カロリーメイト ～小さな栄養士 チーズ篇～
- マクドナルド

### WEBドラマ
- 龍が如く  魂の詩。（水商売の女性）

### DVD
- 怨霊映像24痺篇 再現映像　「まじないの夜に」　（さおり）

### モデル
- 鳥貴族求人広告モデル
- 国内PCメーカーiiyama PC 「季刊イイヤマ」　表紙
- るるぶ横浜　中華街 みなとみらい’14～’15
- マイナビ広告
- KIWI撮影専属モデル

### 舞台
- 横濱にぎわい座　桜木町駅裏旅館騒動記その３　（新川のぶ子）
- 紅弁天上海へ行く（藤山キン) 演出:瀬川昌治
- 私たちに光を！～生きることをあきらめたくないから～　（奈緒美）演出:山口弘和
- コント山口君と竹田君の江戸前寄席vol.4 江戸前劇場 コメディー喜一座　（阿部まりあ）

### イベント
- 踊る国文祭in徳島　（タウンクライヤー）
- いいやま雪まつり生放送　（ゲスト出演）
- いいやま菜の花まつり生放送　（ゲスト出演）
- いいやま灯篭まつり生放送　(ゲスト出演)